# Rute Folkets hus
Rute Folkets hus är en byggnad med gemenskapslokaler i Valleviken på Gotland. Det uppfördes 1922–1924 av arbetare på Gotländska Cement AB Rute:s  cementfabrik i Valleviken och på dess kalkbrott och ägs och drivs av Folkets Husföreningen i Rute. 
Byggnaden ritades av Edvard Bernhard och var möjligen tänkt som ett uttryck för ett gränsöverskridande humanistiskt bildningsideal, i opposition mot dåtidens starkt dominerande nationalromantiska strömningar. Den är till stora delar uppförs i kalksten.
Direktören för Gotländska Cement AB Rute skänkte pengar till startkapital.
Folkets hus hade möteslokaler och bibliotek och var evenemangslokal för dans, filmvisning och teater. Där fanns också kafé och en matservering för arbetare i fabriken.
Byggnaden restaurerades 1984.